# Parafia Narodzenia Najświętszej Maryi Panny w Worochcie
Parafia Narodzenia Najświętszej Maryi Panny w Worochcie – rzymskokatolicka parafia znajdująca się w Worochcie, w archidiecezji lwowskiej, w dekanacie Iwano-Frankowsk, na Ukrainie.
Przy parafii nie rezyduje obecnie żaden duchowny. Obsługiwana jest ona przez księdza z parafii św. Józefa Bilczewskiego w Jaremczy.

## Historia
Dawniej wieś należała do parafii św. Franciszka w Delatyniu. Pierwsza kaplica rzymskokatolicka w Worochcie powstała pod koniec XIX w. Gdy nie mogła ona już pomieścić wiernych, w latach 1903–1905 wybudowano nową kaplicę, którą 15 lipca 1906 poświęcił dziekan stanisławowski ks. kanonik Józef Piaskiewicz.
Przed II wojną światową bez powodzenia starano się o utworzenie samodzielnej parafii w Worochcie. W 1945 komuniści zamknęli kaplicę, która była nieużywana do drugiej połowy lat 90., gdy przejęli ją zielonoświątkowcy. W późniejszych latach została zwrócona katolikom i przeszła remont. 7 września 2014 konsekrował ją biskup pomocniczy archidiecezji lwowskiej Leon Mały.